# Parachaetoceras pritchardi
Parachaetoceras pritchardi är en urinsektsart som först beskrevs av Womersley 1936.  Parachaetoceras pritchardi ingår i släktet Parachaetoceras och familjen Paronellidae. Inga underarter finns listade i Catalogue of Life.